# Кустовський Анатолій Олексійович
Кустовський Анатолій Олексійович (1925, Біла Церква — 1973, Київ) — Майстер спорту СРСР (1960).
Влітку 1943 р. ще 17-річним підлітком після прискорених курсів піхотного училища потрапляє в саме пекло війни — в битву на Курській дузі. Незабаром став командиром відділення розвідників, ходив у ворожий тил, добуваючи «язиків» та відомості про противника. Брав участь в боях за Дніпро, в Корсунь-Шевченківській битві. З війни повернувся в 19 років з орденом Червоної зірки і кількома медалями. Закінчив Київський автодорожній інститут. Працював в НДІ «Квант» керівником бригади конструкторів. Розроблені Кустовським креслення альпіністського спорядження 40-річної давності, містять елементи техніки сьогоднішнього дня.
Чемпіонати УРСР:
- 1957 р. — 3-є місце, тех. клас, схід. Шхельда (Кавказ);
- 1957 р. — 3-є місце, клас траверсів, Уллутау-чана;
- 1960 р. — 1-е місце, Анатолій Кустовський і Анатолій Луцюк — здійснили сходження по стіні вершини Донгуз-Орун (4437 м), повторивши досягнення чудових грузинських альпіністів  Михайла Хергіані і Йосипа Кахіані.
- 1964 р. — 1-e місце, висот. клас, п. Комсомолу України (Памір);
- 1971 р. — 1-e місце, тех. клас, Шхельда цент. (Кавказ).

Чемпіонати СРСР:
- 1962 р. — пік Щуровского по півн. стіні — 3-є місце, техн. склад. клас., першопроходження;
- 1963 р. — Ушба по півд. стіні. — 1-ше місце, технічні. клас, першопроходження;
- 1964 р. — пік Енгельса — 1-ше місце, тех. клас, першопроходження.[1]
- 1966 р. — пік ОГПУ (Памір), 1-ше місце, висотно-технічний клас;
- 1967 р. — пік Комунізму по під.-схід. ребру, 1-ше місце, висотний клас;
- 1969 р. — Вільна Корея (Тянь-Шань) по півн. стіні, 2-е місце;
- 1970 р. — Чапдара (Фанські гори), 4-е місце;
- 1973 р. — пік Комунізму (7495 м) по півд. стіні.[2] Всі сили віддано штурму. Вночі, в 30 хвилинах до вершини, після виконання всіх рекомендацій лікаря по рації, дихання у Кустовського припинилося. І Толя залишився навіки на своїй висоті …

З 1974 року і по теперішній час в Україні проводяться Всеукраїнські змагання з альпінізму пам'яті А. Кустовського, клас малих гір.